# آریانا کوکورس
آریانا کوکورس (به انگلیسی: Ariana Kukors) (زادهٔ ۱ ژوئن ۱۹۸۹) شناگر اهل ایالات متحده آمریکا است.